# Xerocrassa nyeli
Xerocrassa nyeli is een slakkensoort uit de familie van de Hygromiidae. De wetenschappelijke naam van de soort is voor het eerst geldig gepubliceerd in 1842 door Mittre.